# Grace Jane Wallace
Grace Jane Wallace, Lady Wallace, (de soltera Stein, 1804-1878) era una autora escocesa.

## Biografía
Era la hija mayor de John Stein de Edimburgo. El 19 de agosto de 1824, se casó con Sir Alexander Don, 6.º Baronet de Newton Don, y amigo íntimo de Walter Scott. Tuvo dos hijos: Sir William Henry Don, 7.º Baronet, y actor; y Alexina Harriet, que se casó con Sir Frederick Acclom Milbank, Baronet, de Hart y Hartlepool.
En 1825, Walter Scott le escribe a su hijo en "Familiar Letters" (ii.348) : "Mamá y Anne están bastante bien; han venido conmigo a hacer una visita a Sir Alex. Don y su nueva esposa, una mujer muy agradable que toca el arpa con gran encanto".
Sir Alexander murió en 1826; y en 1836 su viuda se casó con Sir James Maxwell Wallace (1785–1867). Lady Wallace murió el 12 de marzo de 1878 sin dejar descendencia de su segundo matrimonio.

## Obras
Lady Wallace se dedicó activamente durante mucho tiempo a la traducción de alemán y español, entre otros:[2]
- Prinzessin Ilse (de Marie Petersen), 1855
- Europäisches Sklavenleben (de Friedrich Wilhelm Hackländer), 1856
- Voices from the Greenwood, 1856
- Namenlose Geschichten (de Friedrich Wilhelm Hackländer), 1857
- Friederich der Grosse und sein Hof (de Luise Mühlbach), 1859
- Schiller's Leben und Werke (de Emil Palleske), 1859
- La familia de Alvareda (del español de Fernán Caballero), 1861
- Callar en vida y perdonar en muerte (del español de Fernán Caballero), 1861
- La estrella de Vandalia; ¡Pobre Dolores! (del español de Fernán Caballero), 1861
- Joseph im Schnee (de Berthold Auerbach), 1861
- Briefe aus der Schweiz von Mendelssohn, 1862
- Die Mendelssohns in Italien, 1862
- Die Irricther, erste Ausgabe 1854 (de Marie Petersen), 1862
- Reisebriefe... aus den jahren 1830 bis 1832 (de Felix Mendelssohn-Bartholdy), 1863
- Mozart Briefe, 1865
- Neue Briefe Beethovens aus den jahren 1790 bis 1826, 1866
- Musikerbriefe. Eine Sammlung Briefe von C. W. von Gluck, Ph. E. Bach, Jos. Haydn, Carl Maria von Weber und Felix Mendelssohn Bartholdy, 1867
- Erinnerungen an Felix Mendelssohn-Bartholdy: Ëin Künstler- u (de Elise Polko), 1868
- Alexandra Feodorowna: Kaiserin von Russland (de August Theodor von Grimm), 1870
- Die Geier-Wally (de Wilhelmine von Hillern), 1876
- Mozarts Briefe (de L-udwig Nohl), 1877.